# Reuss-Lobenstein
Reuss-Lobenstein è stata una signoria, innalzata poi a contea e infine a principato, retta dalla linea nobiliare di Reuss, nel sud-est dell'odierno Stato libero di Turingia, al confine con la Sassonia e la Baviera, con al centro la capitale Lobenstein. Per semplicità, in alcuni luoghi vengono chiamati così anche i sovrani di questo territorio, i signori, i conti e i principi Reuss zu Lobenstein della linea cadetta di Reuss.

## La signoria di Lobenstein prima dei Reuss

### Il governo dei balivi di Gera dal 1278 al 1550

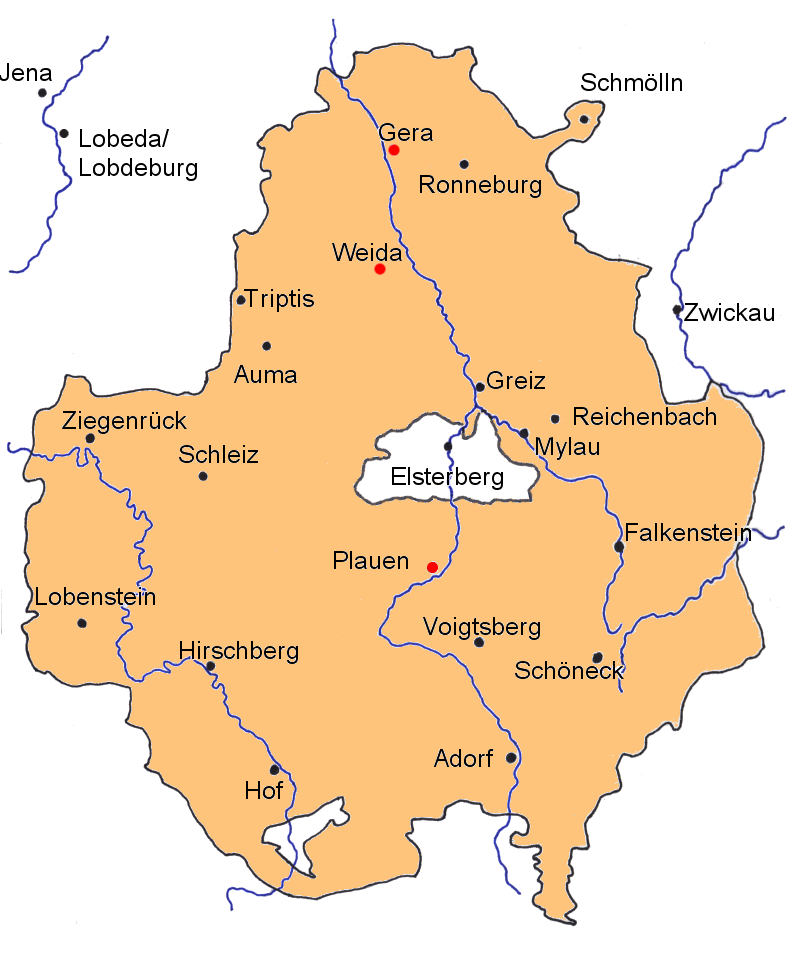
Dominio dei balivi di Weida, Gera e Plauen intorno al 1350

Molto prima della nascita della casata Reuss, il territorio intorno a Lobenstein apparteneva ai loro antenati, il cui dominio è attestato dal 1278. Enrico II, il Vecchio, Vogt di Gera, ampliò i suoi possedimenti nel 1278 fino a includere la Signoria di Lobenstein. Uno statuto comunale di quell'anno dimostra che Lobenstein godeva già dei privilegi di una città a quel tempo ed è considerato la prima menzione documentata della signoria. Il figlio di Enrico II, Enrico IV, il maggiore, acquistò la tenuta di Schleiz intorno al 1314 con la procura di Saalburg e del castello di Burgk, espandendo così ulteriormente la sua proprietà. Nella casa dei balivi di Gera, che, come i loro parenti più stretti, i balivi di Plauen, discendono dai balivi di Weida, era consuetudine, fin dalla loro nomina a balivi da parte dell'imperatore Enrico VI, di nominare tutti i discendenti maschi Enrico (Heinrich) in suo onore. Questa tradizione fu adottata dalla Casa di Reuss. Per tutti i membri di questo casato i numeri ordinali hanno solo scopo di distinzione e non hanno alcun significato per quanto riguarda l'eredità o la successione, come è invece usuale negli ambienti dominanti.
A seguito della guerra del Vogtland (1354-1357), gli ufficiali giudiziari di Gera dovettero riconoscere i Wettin come sovrani. In quanto feudatari della Corona di Boemia o della Casata di Wettin, i balivi di Gera rinunciarono al loro vecchio titolo e si chiamarono Signori di Gera. Un'ulteriore perdita di potere fu causata dal diritto successorio diffuso nel tardo Medioevo, che portò alla creazione di un gran numero di domini più piccoli e molto piccoli nel Sacro Romano Impero. Tutti i figli ereditarono la proprietà dopo la morte del padre e spesso la governarono insieme. Tuttavia, a causa di divergenze di opinione e spesso per garantire il proprio diritto al potere e per provvedere ai loro numerosi discendenti, la proprietà fu divisa più volte. Queste divisioni, che spesso duravano diversi anni con numerose trattative e l'emissione di documenti sulla nuova proprietà, si riavviavano ogni volta che un ramo della famiglia si estingueva, talvolta solo per la morte di un unico fratello. Questo principio, che durò per secoli, fu la causa del Kleinstaaterei imperiale.
Una divisione della linea familiare dei Signori di Gera nel 1425 non ebbe ulteriori conseguenze, poiché solo uno dei fratelli divisori, Enrico IX, detto il Medio (1406-1482), ebbe discendenti. Aveva ricevuto il dominio di Lobenstein, che comprendeva anche Zeulenroda, alla quale concesse i diritti di città nel 1438. Dopo la morte del fratello minore, intorno al 1452, ereditò il suo dominio, che era stato devastato dalla guerra civile sassone (1446-1451), con le città di Gera e Schleiz quasi completamente distrutte. Nel 1482, alla morte del padre, i tre figli di Enrico IX condivisero il controllo del territorio. Suo nipote Heinrich XV, il Giovane (1476-1550), riunì i domini nel suo pugno per l'ultima volta nel 1538. Nel 1543 guidò, con l'appoggio dell'elettore sassone Giovanni Federico I, la Riforma protestante nella signoria di Lobenstein. Quando morì senza figli, nel 1550, il ramo dei balivi di Gera terminò e il governo di Lobenstein passò a Enrico di Meißen, il parente più prossimo del ramo dei balivi di Plauen.

### Il breve regno dei burgravi di Meissen dal 1550 al 1572
Enrico IV, burgravio di Meißen della famiglia dei Vögte von Plauen, combatté come capo militare nella guerra di Smalcalda a fianco dell'imperatore Carlo V. I suoi parenti più prossimi, che si erano dati il nome Reuss von Plauen per distinguersi dalla più antica stirpe dei balivi di Plauen, combatterono, insieme ai parenti più lontani, i balivi di Gera, dalla parte dei principi e delle città protestanti sotto il comando dell'elettorato di Sassonia e del langraviato d'Assia. Dopo la decisiva battaglia di Mühlberg e la vittoria delle truppe imperiali, Enrico IV ricevette nel 1547 i domini del Vogtland, comprese le città di Plauen e Oelsnitz, precedentemente sotto il dominio dell'elettore sassone. Nel 1547 ricevette anche il governo di Greiz dai Reuss von Plauen e la signoria di Gera dai balivi di Gera. Quando questi si estinsero nel 1550, ereditò anche le Signorie di Lobenstein e Schleiz con Saalburg.
Già con il figlio minore Enrico VI. il dominio della sua linea sui territori che aveva vinto finì. Nel 1562 i Reuss, con i quali avevano un antenato comune nella persona del fondatore dei balivi di Plauen (Enrico I "il Maggiore"), riconquistarono il dominio di Greiz e ottennero anche il dominio di Gera. Nel 1572, con la morte di Enrico VI si estinse il ramo più anziano dei Signori di Plauen. La linea cadetta superstite, quella dei Reuss von Plauen, ereditò dunque anche i domini di Schleiz e Lobenstein, ma inizialmente non ne entrò in possesso.

## La Signoria di Reuss-Lobenstein dal 1572 al 1673

### Gli inizi
Enrico VI, l'ultimo burgravio di Meißen, aveva ereditato dal padre non solo i suoi vasti possedimenti, ma anche i suoi enormi debiti. A causa della completa insolvenza, il Vogtland dovette essere dato in pegno all'elettore Augusto di Sassonia e alla fine gli fu completamente ceduto dopo la scadenza del periodo di prestito. Nel 1569 diede in pegno la tenuta di Lobenstein a Georg Vitzthum von Eckstädt per 60.000 fiorini, che potevano essere riscattati per sei anni. Gli eredi legittimi dal 1572, i membri del casato Reuss von Plauen, riuscirono a riscattare il pegno dalla famiglia Vitzthum von Eckstädt solo nel 1577.
Nel 1564, la casata di Reuss si divise in tre linee e così facendo divise i feudi comuni in tre stati: le linee primogenita, centrale e cadetta. Ciascuna di queste linee ricevette una quota uguale nella tenuta Lobenstein, che fu amministrata congiuntamente da loro. Nel 1585 i signori della linea primogenita vendettero i loro diritti su Lobenstein alla linea cadetta, il cui unico rappresentante era Enrico II Postumo, per 41.712 fiorini e nel 1588 fece lo stesso la linea centrale, vendendoli per 35.660 fiorini. Enrico II Postumo ora possedeva non solo il dominio di Reuss-Gera ma anche l'intero dominio di Lobenstein. Nel 1616 la linea mediana della casata di Reuss si estinse e Enrico II ricevette il governo di Schleiz con Saalburg essendone l'erede. Enrico II, che non si limitò a promuovere l'economia e il sistema scolastico, intorno al 1608 stabilì che la sua corte a Gera dovesse essere sostenuta interamente dalle entrate di questo dominio, ma che le entrate degli altri domini sarebbero state utilizzate per ripagare i debiti. Grazie a questa politica economica di bilancio, entro il 1613 riuscì a saldare 45.000 fiorini di debiti.

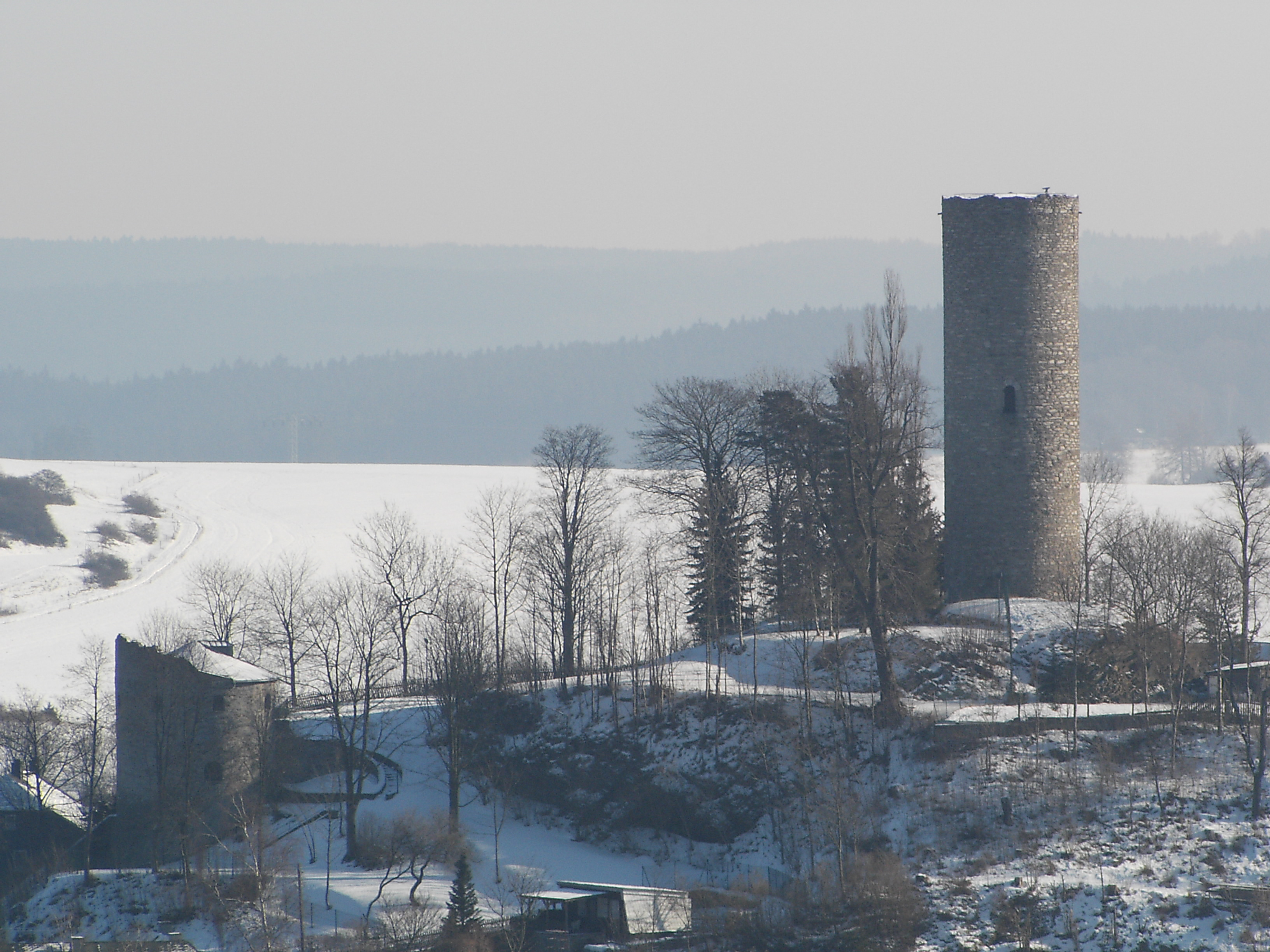
La piccola torre e il mastio del castello di Lobenstein in un paesaggio invernale.

Nel 1619, su sua iniziativa, il diritto di conio, attestato da privilegi imperiali e documenti di conferma, fu riconosciuto dalla Convenzione sulla prova della moneta a Francoforte sull'Oder e nello stesso anno fece coniare fiorini d'oro a Saalfeld e l'anno successivo al castello di Lobenstein e nel 1621 a Gera furono istituite ulteriori zecche.
Durante la Guerra dei Trent'anni il paese fu gravemente devastato dai saccheggi e colpito anche dalla peste. Nel 1632 il castello di Lobenstein fu ridotto in rovina dagli svedesi e poi dall'assalto delle truppe imperiali. Si sono conservati solo il mastio alto circa 30 metri e una torre bastionata più piccola.
Dopo la morte di Enrico II nel 1635, i suoi figli rimasero comproprietari dei domini ereditati fino al 1647, quando decisero di spartirsi il territorio. Il più giovane dei suoi figli, Enrico X, rilevò la tenuta di Lobenstein, divenendo il fondatore della Casa di Reuss Lobenstein.

### Reuss Lobenstein come Signoria indipendente
Enrico X assunse il governo nel 1647 come unico reggente, ma rimase in molte zone con gli altri rami della linea più giovane, che risiedevano a Gera, Schleiz e Saalburg. Il concistoro, le successioni statali e militari generali, l'approvazione delle tasse fondiarie, i dazi doganali, le tasse sugli alcolici, la decima di montagna (estrazioni minerarie), le tasse sugli zoccoli e il governo statale di Gera rimasero inalterati dalla divisione dello stato e rimasero comunali.

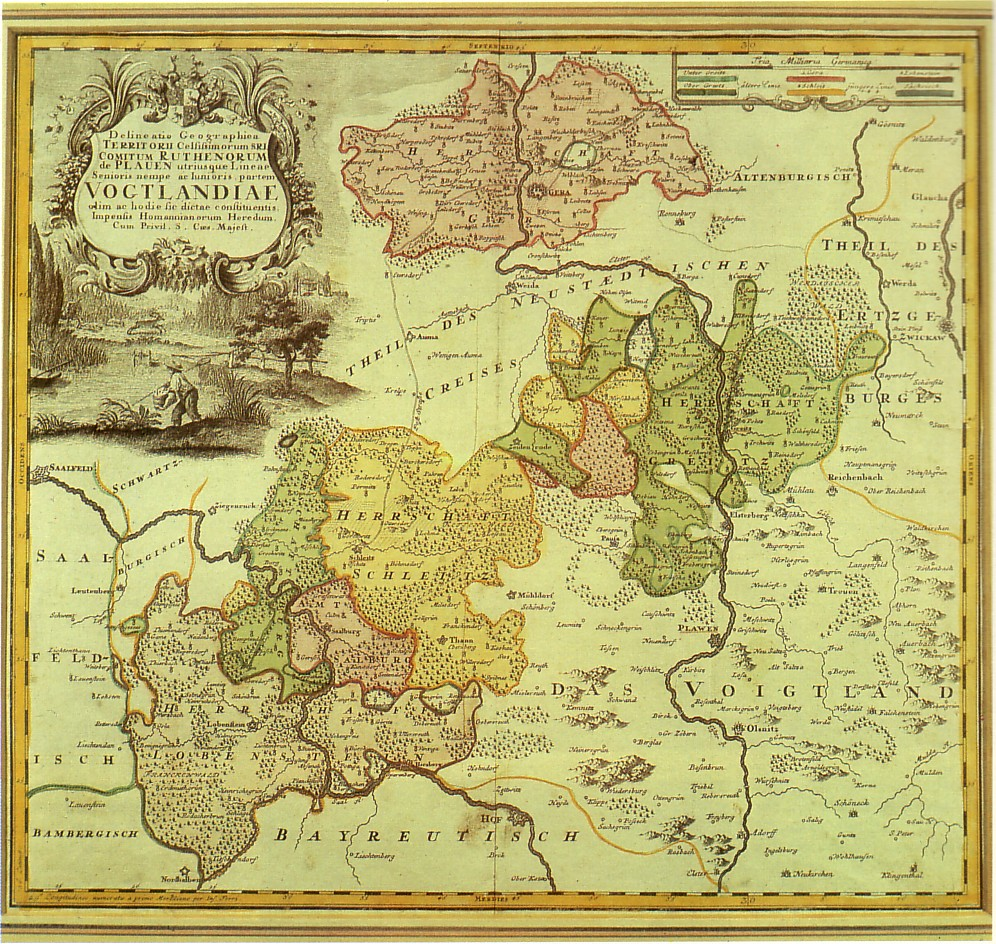
I territori della famiglia Reuss nel XVIII secolo
Verde: linea vecchia Reuss (Greiz, Burgk)
Rosso: Reuss Gera (con Saalburg);Giallo: Reuss Schleiz
Marrone: Reuss Lobenstein

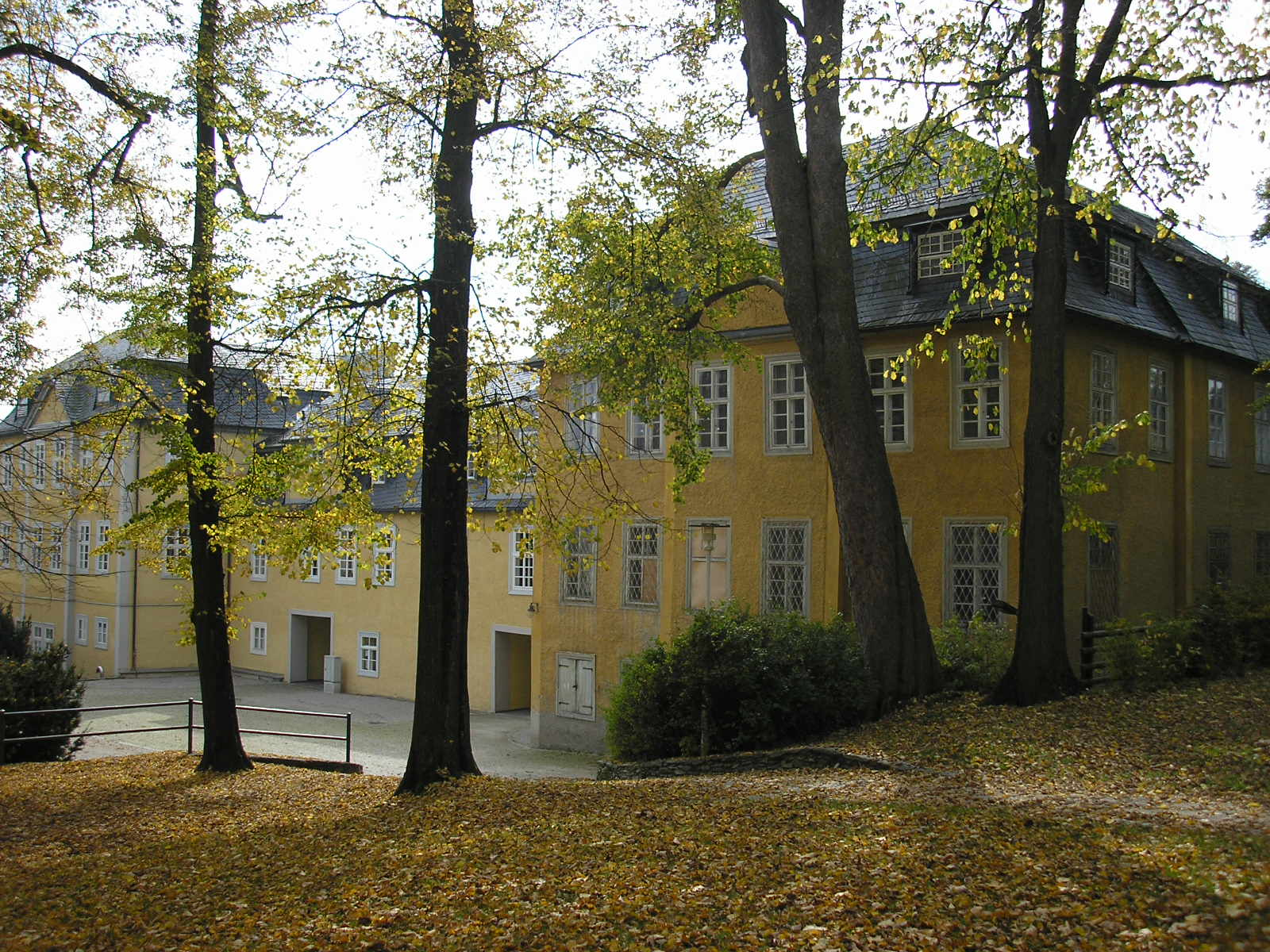
Vista del giaridno del castello a Bad Lobenstein

Nel 1664 Enrico X acquistò dalla famiglia von Beulwitz il castello e la signoria di Hirschberg. Dopo la sua morte nel 1671, i suoi quattro figli mantennero insieme la proprietà. Due anni dopo erano rimasti solo tre eredi. Nell'agosto 1673, come tutti gli altri membri dell'intera Casata di Reuss, furono elevati allo status di Conte imperiale.

## La contea di Reuss Lobenstein dal 1673 al 1790
Nel 1678 i tre fratelli effettuarono l'ultima divisione del paese nella linea cadetta della famiglia Reuss. Nel 1690, invece della successione paritaria, fu introdotta la legge sull'eredità del primogenito, la primogenitura.
La contea fu divisa in parti quanto più uguali possibile: il fratello maggiore ricevette come residenza la città e il castello di Lobenstein, il secondo fratello la città e il castello di Hirschberg, ma per il fratello minore non rimase alcuna città a cui potesse essere assegnata, dunque la “capitale” della sua contea divenne il villaggio di Ebersdorf e il maniero esistente divenne un castello solo sotto la sua direzione.
```
In dettaglio: 
Reuss-Ebersdorf
```

Il conte Enrico III Reuss zu Lobenstein, il maggiore dei fratelli, lasciò tre figli, di cui solo il maggiore, il conte Enrico XV, gli succedette. Suo zio, il conte Enrico VIII Reuss zu Hirschberg morì nel 1711 senza figli e la casata Reuss Hirschberg si estinse. Nel 1712 Enrico XV e Enrico XXIX si spartirono l'eredità e ciascuno dei due ricevette metà della vecchia signoria di Lobenstein.
Nel 1714 gran parte della città di Lobenstein, compreso il palazzo residenziale, la chiesa e la maggior parte degli edifici pubblici, fu distrutta da un incendio. Il Palazzo Nuovo fu costruito come residenza dal 1714 al 1718. Nel 1732 un altro incendio di portata ancora maggiore distrusse la chiesa, la scuola e gran parte della città. Il castello è sopravvissuto all'incendio con lievi danni.
Il successore di Enrico XV fu suo figlio il conte Enrico II Reuss zu Lobenstein (1702-1782). Ebbe un solo figlio, il conte Enrico XXXV (1738-1805) che fu elevato al rango di principe imperiale l'11 L'ottobre 1790 in occasione dell'incoronazione imperiale a Francoforte sul Meno da parte dell'imperatore Leopoldo II.

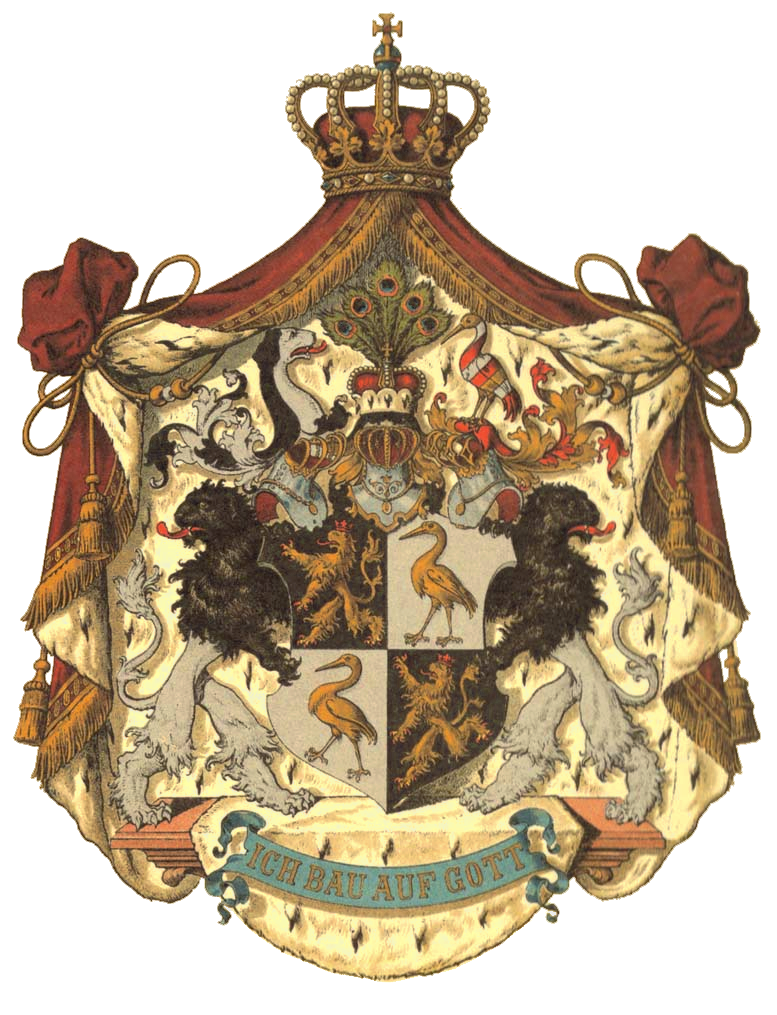
Stemma di tutte le linee principesche della linea minore della Casa di Reuss

## Il Principato di Reuss Lobenstein dal 1790 al 1824
Il principe Enrico XXXV rimase celibe e così dopo la sua morte nel 1805 la sua proprietà passò ad un ramo collaterale di Lobenstein. Il suo successore, il conte Enrico LIV fu elevato come il predecessore al rango principesco dall'imperatore Francesco II, il 5 Luglio 1806. Nell'ottobre dello stesso anno, durante la campagna contro la Prussia, l'imperatore Napoleone Bonaparte si stabilì temporaneamente nel vicino castello di Ebersdorf. Il passaggio delle truppe francesi attraverso il Principato di Reuss-Lobenstein portò nel paese saccheggi e devastazioni. Il principato mantenne una posizione neutrale e fu risparmiato dai combattimenti, ma quasi 200.000 soldati marciarono attraverso la città di Lobenstein per tre giorni e tre notti causando enormi danni.
Il Principe Enrico LIV aderì con il suo paese alla Confederazione del Reno nel 1807 e alla Confederazione tedesca nel 1815. Nonostante due matrimoni, il principe rimase senza figli e la sua morte nel 1824 pose fine alla divisione del paese che esisteva dal 1678. Quando la casata dei Reuß-Lobenstein si estinse, la zona passò al principe Enrico LXXII Reuss Ebersdorf, che la unì al suo principato per formare il Principato di Reuss-Lobenstein ed Ebersdorf, riunendo il feudo di Lobenstein come durante il governo di Enrico X.

## Il Principato di Reuss Lobenstein e Ebersdorf dal 1824 al 1848
Nel 1824, il principe Enrico LXXII aveva 27 anni ed era considerato uno scapolo mondano, ma veniva anche accusato del suo comportamento eccentrico e istintivo. Quando nel 1826 chiese un aumento delle tasse, alcuni contadini resistettero e il principe le fece prelevare con la forza. Gli agricoltori di diversi villaggi si trasferirono ad Harra per prevenire i sequestri. Ci fu uno scontro (battaglia di Harra) in cui furono uccisi più di dieci contadini. I giornali borghesi rimasero inorriditi e furono lanciati appelli al Bundestag affinché indagasse sul caso e punisse il principe.

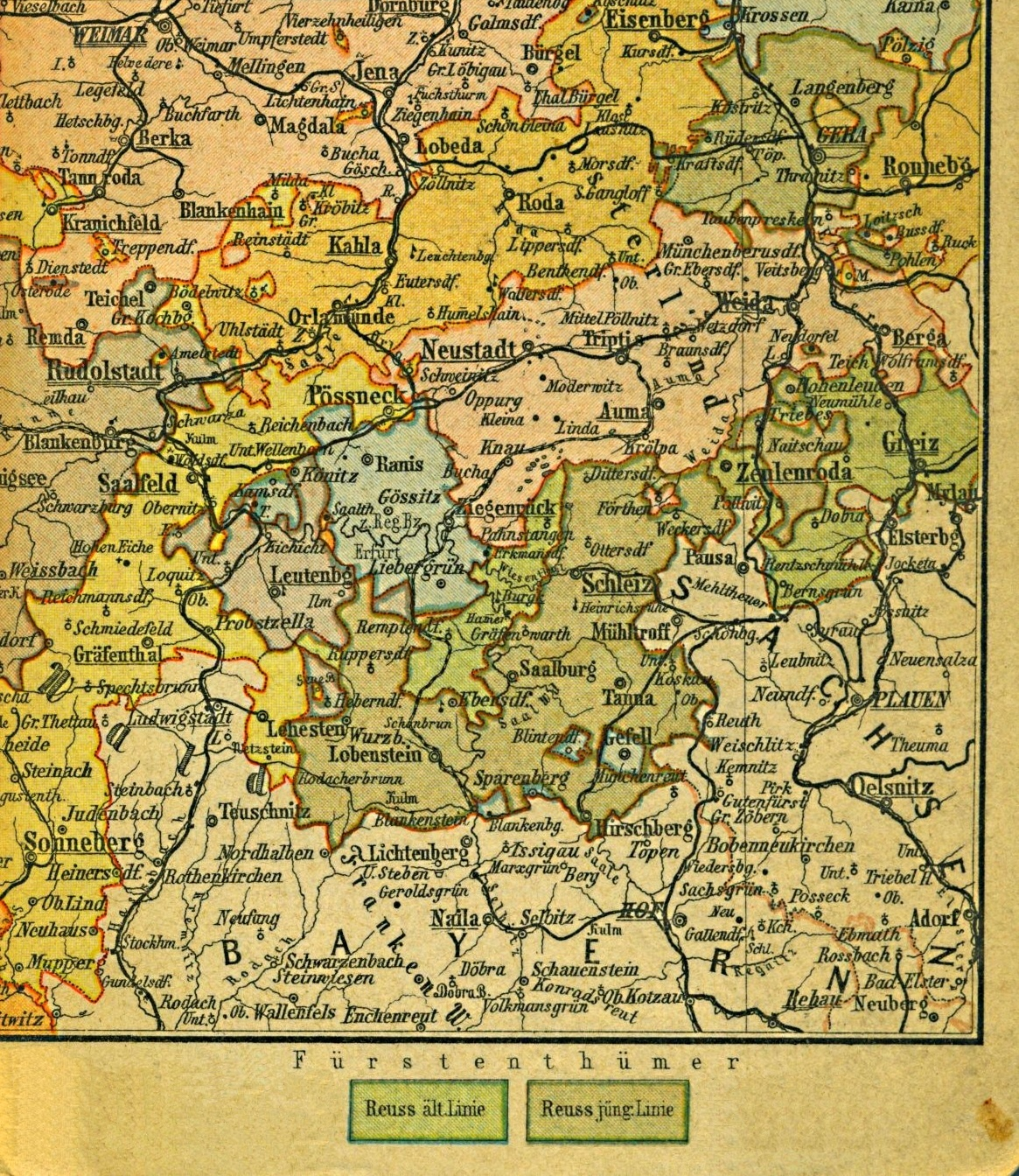
Principati di Reuss dal 1848 (mappa del 1894)

Nel 1843 suscitò ancora più scalpore il soggiorno della ballerina Lola Montez, che aveva accettato l'invito del principe a Ebersdorf. Capricciosa e arrogante, per diverse settimane si comportò in modo così eclatante che il principe dovette espellerla. Alla richiesta di lasciare il Paese entro 24 ore, la sfacciata Lola avrebbe risposto che, viste le dimensioni del principato, le sarebbero bastati solo dieci minuti. Nessuno sa se sia riuscita a farlo nel tempo indicato; con 7,75 miglia quadrate e 23.000 abitanti, il principato era uno dei più piccoli Länder tedeschi. Lola Montez fu poi espulsa anche da Berlino, Varsavia e Baden-Baden, per finire infine a Monaco nel 1846. Lì divenne l'amantedel re Ludovico I di Baviera, che dovette lasciare il trono a causa sua nella rivoluzione del 1848.

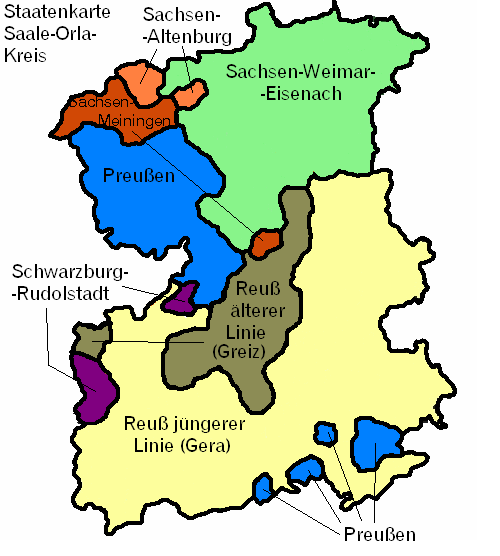
Posizione del principato nell'odierno circondario della Saale-Orla (zona gialla occidentale dello stato esistente fino al 1922)

Nello stesso anno si verificarono disordini anche nel Principato di Reuss Lobenstein ed Ebersdorf, soprattutto a Hirschberg e nella capitale Lobenstein.
Il popolo chiedeva libertà di stampa, rappresentanza popolare e magistratura indipendente. Durante i disordini dell'anno rivoluzionario 1848, circa 400 persone si recarono a Ebersdorf per presentare richieste al sovrano. Enrico LXXII fece alcune concessioni, ma abdicò il 1º ottobre 1848 a favore del principe Enrico LXII di Reuss-Schleiz. Si ritirò nella tenuta di famiglia in Sassonia che aveva ereditato da sua madre e morì celibe cinque anni dopo.
Il principe Enrico LXII riunì dunque, dopo 200 anni di divisione, tutti i principati della linea cadetta della Casa di Reuss. I principati di Reuss-Schleiz, Reuss-Gera e Reuss-Lobenstein ed Ebersdorf confluirono nel principato di Reuss linea cadetta, con Gera come capitale dello stato.

## Elenco dei sovrani

### Signore Reuss di Lobenstein
- Enrico X (1647–1671) (1621-1671)
- Enrico III (1671–1673) (1648-1710)
- Enrico V (1671–1672) (1650-1672)
- Enrico VIII (1671–1673) (1652-1711)
- Enrico X (1671–1673) (1662-1711)

### Conte Reuss di Lobenstein
- Enrico III (1673–1710) (1648; † 1710)
- Enrico VIII (1673–1678) (1652; † 1711), conte Reuss di Hirschberg dal 1678
- Enrico X (1673-1678), conte Reuss di Ebersdorf dal 1678
- Enrico XV (1710–1739) (1674; † 1739)
- Enrico II (1739–1782) (1702; † 1782)
- Enrico XXXV. (1782–1790) (1738; † 1805)
- Enrico LIV. (1805–1806) (1767; † 1824)

### Principe Reuss di Lobenstein
- Enrico XXXV (1790–1805) (* 1738; † 1805)
- Enrico LIV (1806–1824) (* 1767; † 1824)

### Principe Reuss di Lobenstein ed Ebersdorf
- Enrico LXXII. (1824–1848) (* 1797; † 1853), dal 1822 già principe Reuss di Ebersdorf